# Andrija Dragojević
Andrija Dragojević (in serbo Андрија Драгојевић?; Podgorica, 25 dicembre 1991) è un calciatore montenegrino, portiere dell'Urartu.

## Carriera
Ha giocato complessivamente 11 partite nei turni preliminari delle competizioni UEFA per club.

## Palmarès

### Club

#### Competizioni nazionali
- Coppa del Montenegro: 1

Lovćen: 2013-2014